# 소니아 벤 아마르
소니아 벤 아마르(Sonia Ben Ammar, 1999년 2월 19일 ~ )는 프랑스의 모델, 배우, 가수이다.

## 출연 작품

### 영화
- 스크림 5 (2022)

## 음반 목록

### EP
- SONIA (2019)